# テレビ小山放送
テレビ小山放送株式会社（テレビおやまほうそう）は、栃木県小山市に本社を置くケーブルテレビ局である。また、超短波放送（FM放送）をする特定地上基幹放送事業者でもある。
略称はTVOであるが、同じ略称のテレビ大阪とは関係ない。
マスコットは小山市の鳥であるセグロセキレイをモチーフにした、ティーボ君。

## 業務区域
全て栃木県。
- 小山市
- 下都賀郡野木町
- 河内郡上三川町の一部

## 主な放送チャンネル

### 地上波系列別再送信局
| NHK-G     | NHK-E     | NNN/NNS    | ANN        | JNN       | TXN        | FNN/FNS    | JAITS               |
| --------- | --------- | ---------- | ---------- | --------- | ---------- | ---------- | ------------------- |
| NHK宇都宮 | NHK宇都宮 | 日本テレビ | テレビ朝日 | TBSテレビ | テレビ東京 | フジテレビ | とちぎテレビ テレ玉 |

### テレビ局
| リモコン | デジタル | 放送局                                    |
| -------- | -------- | ----------------------------------------- |
| 1        | TV011    | NHK総合                                   |
| 2        | TV021    | NHK教育                                   |
| 3        | TV031    | とちぎテレビ                              |
| 9        | TV031-1  | テレ玉                                    |
| 4        | TV041    | 日本テレビ                                |
| 5        | TV051    | テレビ朝日                                |
| 6        | TV061    | TBSテレビ                                 |
| 7        | TV071    | テレビ東京                                |
| 8        | TV081    | フジテレビ                                |
| 10       | 101      | おやま行政テレビ                          |
| 11       | 111      | 自主制作番組 （コミュニティーチャンネル） |
| 11-2     | 112      | ガイドチャンネル                          |
| BS1      | 101      | NHK BS                                    |
| BS4      | 141      | BS日テレ                                  |
| BS5      | 151      | BS朝日                                    |
| BS6      | 161      | BS-TBS                                    |
| BS7      | 171      | BSテレ東                                  |
| BS8      | 181      | BSフジ                                    |
| BS9      | 191      | WOWOWプライム                             |
| BS9-2    | 192      | WOWOWライブ                               |
| BS9-3    | 193      | WOWOWシネマ                               |
| BS200-1  | 200      | BS10                                      |
| BS10-2   | 201      | BS10スターチャンネル                      |
| BS11     | 211      | BS11イレブン                              |
| BS12     | 222      | BS12トゥエルビ                            |
|          | 260      | J:COM BS                                  |
|          | 265      | BSよしもと                                |
| BS4K1    | 101      | NHK BSプレミアム4K                        |
| BS4K4    | 141      | BS日テレ 4K                               |
| BS4K5    | 151      | BS朝日 4K                                 |
| BS4K6    | 161      | BS-TBS 4K                                 |
| BS4K7    | 171      | BSテレ東 4K                               |
| BS4K8    | 181      | BSフジ 4K                                 |
| BS4K11   | 211      | ショップチャンネル 4K                     |
| BS4K12   | 221      | 4K QVC                                    |
|          | 102      | 日テレNEWS24                              |
|          | 121      | ディスカバリーチャンネル                  |
|          | 122      | ムービープラス                            |
|          | 123      | 女性チャンネルLaLaTV                      |
|          | 124      | スーパー!ドラマTV                         |
|          | 125      | 日本映画専門チャンネル                    |
|          | 127      | 衛星劇場HD                                |
|          | 132      | J sports4                                 |
|          | 138      | フジテレビONE                             |
|          | 139      | フジテレビTWO                             |
|          | 140      | ショップチャンネル                        |
|          | 143      | 旅チャンネル                              |
|          | 147      | スカイA                                   |
|          | 148      | アクションチャンネル                      |
|          | 149      | アニマックス                              |
|          | 151      | 映画・チャンネルNECO                      |
|          | 156      | スペースシャワーTV                        |
|          | 157      | ファミリー劇場                            |
|          | 158      | J sports 3                                |
|          | 159      | 時代劇専門チャンネル                      |
|          | 160      | MONDOTV                                   |
|          | 162      | MUSIC ON! TV                              |
|          | 163      | キッズステーション                        |
|          | 164      | グリーンチャンネル1                       |
|          | 165      | グリーンチャンネル2                       |
|          | 166      | 日テレG+                                  |
|          | 167      | ゴルフネットワーク                        |
|          | 168      | J sports 1                                |
|          | 169      | J sports 2                                |
|          | 172      | QVC                                       |
|          | 173      | 東映チャンネルHD                          |
|          | 185      | 日経CNBC                                  |
|          | 186      | アニマルプラネット                        |
|          | 198      | SPEEDチャンネル                           |
|          | 290      | プレイボーイチャンネル                    |
|          | 291      | チャンネル・ルビー                        |

- 地上デジタル放送は周波数変換パススルー方式である為、周波数変換パススルー方式に対応した地上デジタル放送対応テレビ（またはチューナー）であれば視聴可能。
- デジタルTVはi-HITSを使用している。
- 2014年春より111ch自主制作番組及び112chおやま行政テレビがHD化。それに伴いおやま行政テレビが112chから101chに変更された。

### ラジオ局
| MHz  | 放送局      |
| ---- | ----------- |
| 76.4 | RADIO BERRY |
| 77.5 | おーラジ    |
| 78.0 | Bay FM      |
| 79.5 | NACK5       |
| 80.3 | NHK宇都宮FM |
| 81.3 | J-WAVE      |
| 82.5 | NHK東京FM   |
| 84.0 | TOKYO FM    |

## コミュニティ放送

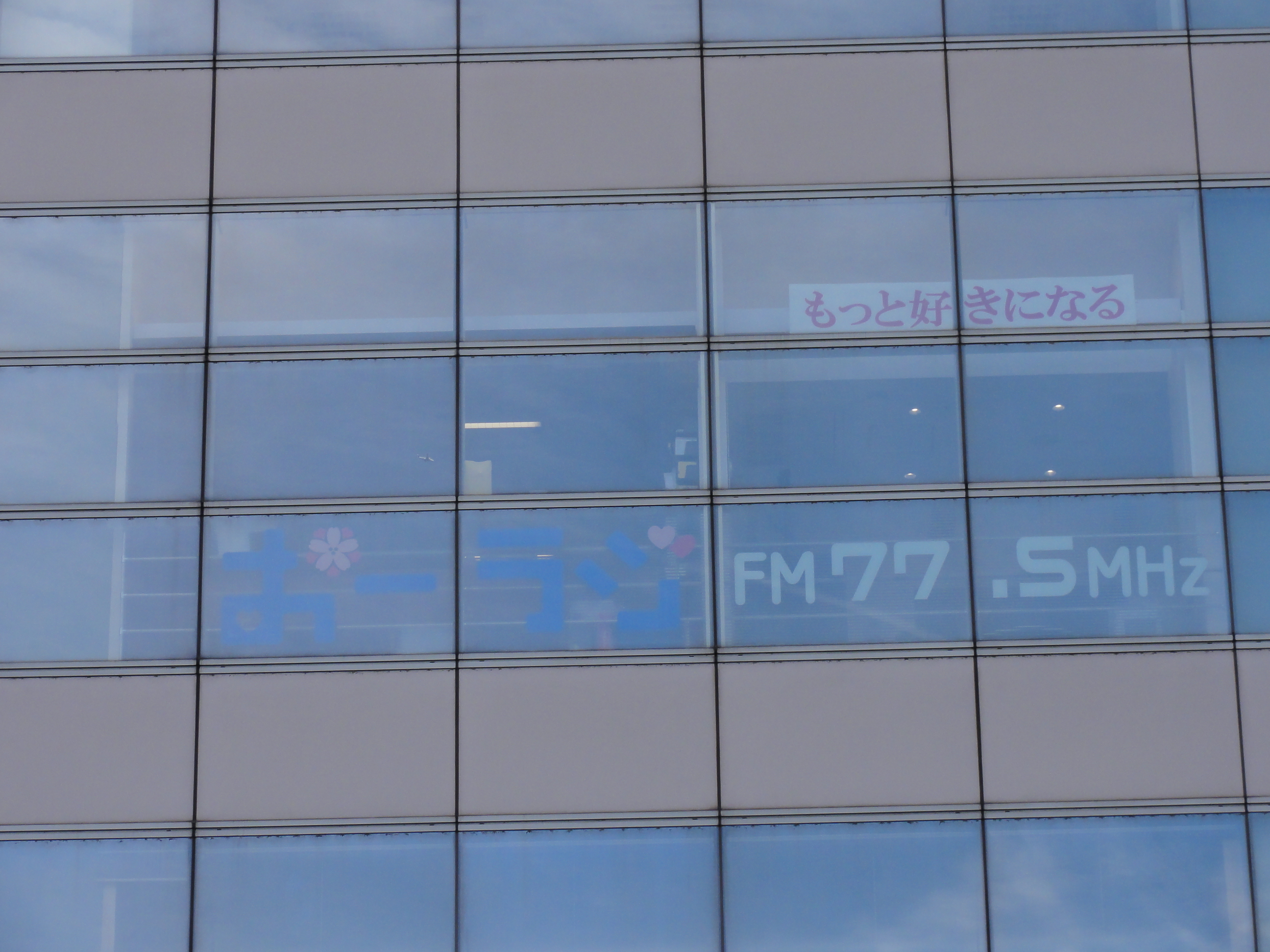
おーラジ社屋外観

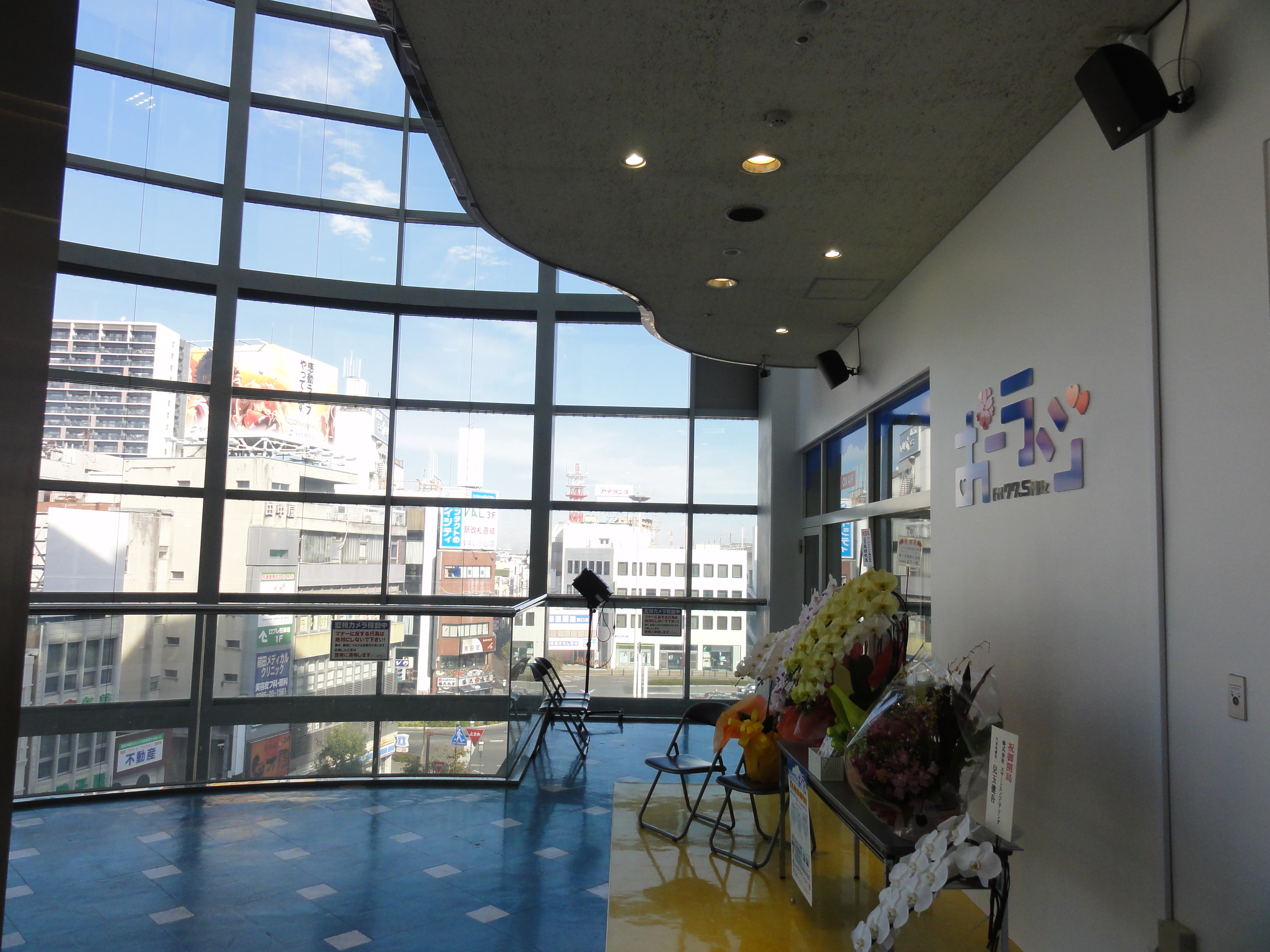
おーラジスタジオ前

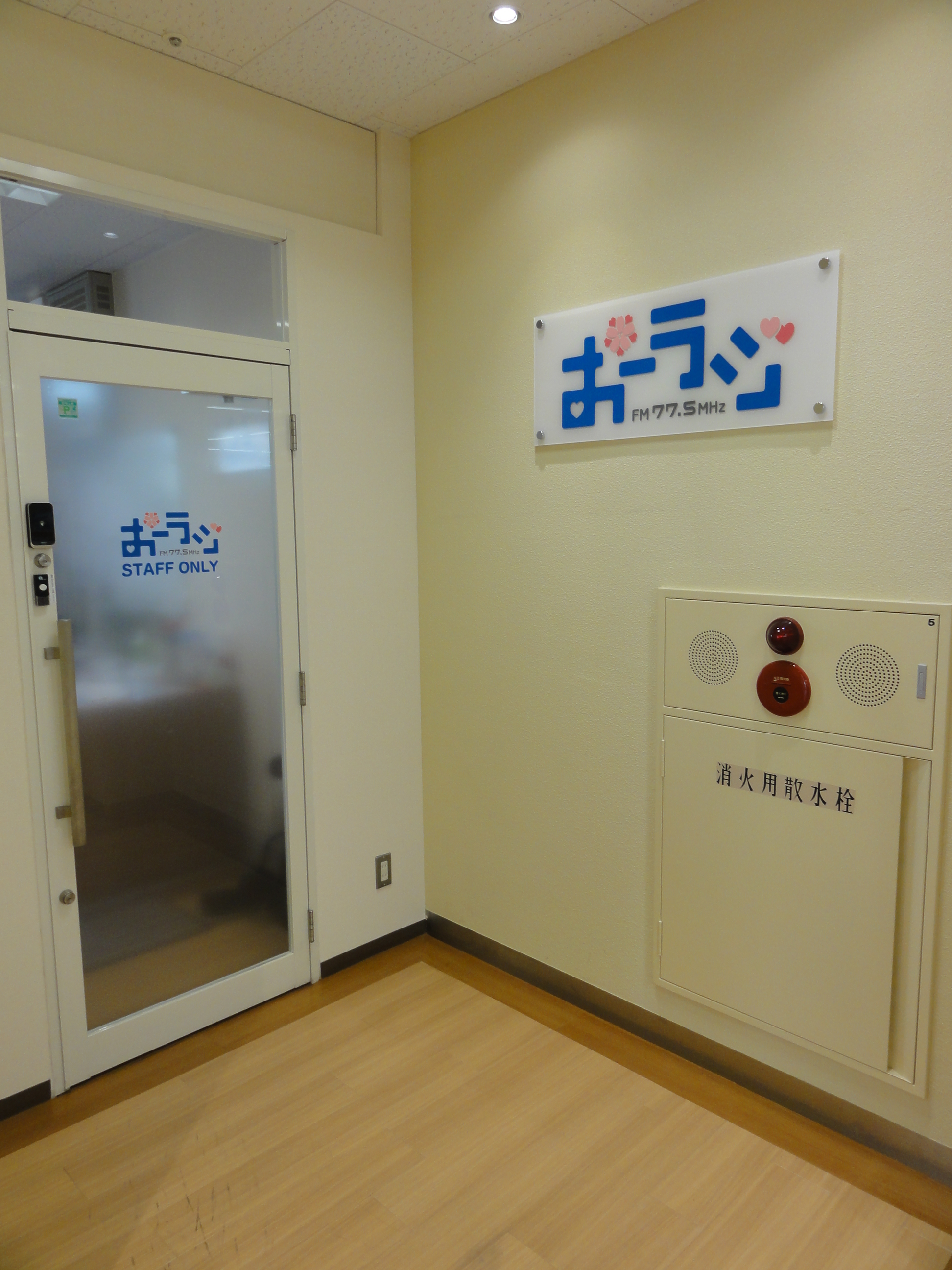
おーラジ事務所入口

おーラジの愛称で、小山市の一部地域を放送対象地域としてコミュニティ放送をしている。
有線テレビジョン放送事業者が特定地上基幹放送局の免許人となるのは、県内ではケーブルテレビ株式会社（FMくらら857）に続く2局目である。
演奏所（スタジオ）・送信所は、小山市中央町の小山駅西口駅ビル・ロブレにあり、特定地上基幹放送局の呼出符号はJOZZ3CM-FM、呼出名称はおやまエフエム、周波数77.5MHz、空中線電力20Wで送信している。
放送区域は小山市、栃木市、下野市、茨城県結城市の各一部地域であり、TVOでも同周波数で再送信をしている。
インターネット配信はFM++による。
放送エリアは小山市域と称している。
放送時間は7:00 - 21:00で全番組が生放送。
小山市とは「災害対策基本法に基づく放送要請に関する協定」を締結しており、災害時には緊急割込放送をすることができる。

### 沿革
- 2017年（平成29年）
  - 8月30日 - 特定地上基幹放送局の予備免許取得[2]。
  - 11月2日 - 特定地上基幹放送局の免許取得[7]
  - 11月4日 - 開局[7][8]、同時にFM++によるインターネット配信も開始[9]。

### 番組
- あさラジOYAMA（毎日 7:00 - 9:00）
- おやま12（月 - 金曜 12:00 - 13:00）
- GO!GO!イチ★おーラジ（月曜　13:00 - 14:00）
- おやまDEナイト（火曜 20:00 - 21:00）
- キラキラサタデー（土曜 10:00 - 12:00）
- おやまちRadio（土曜 17:30 - 19:00）
- まるごとおやま（日曜 13:00 - 14:00）
- Good-bay Sunday（日曜 19:00 - 20:00）

各月・隔週番組
- かやのハッピー農業タイム♪（第1月曜日 11時～11時55分）[10]
- 加藤コーチとゆりコーチのテニス部屋（第3月曜日 11時～11時55分）[11]
- 道の駅から、こんにちは♪（第4月曜日 14時～14時14分）[12]
- 紙のツボ★SDG’s（第3月曜　15時～15時55分）[13]
- パラダイス！野村牧場（第2・第4月曜 18時～18時29分）[14]
- FC CASA FORTUNA OYAMA（第1・第3月曜日 19時～19時55分）[15]
- おさかな天国～開け！みんなの玉手箱～（第3月曜日 20時～21時）[16]
- toProラジオ（第2火曜　11時～11時55分）[17]
- ＠ラジオーダー（第3火曜日 11時～11時55分）[18]
- ぱすてるのおもてなし（第2火曜日 13時～13時55分）[19]
- ゴールデンブレーブスのゴールデンタイム（第1.3火曜日 19時～19時55分）※栃木ゴールデンブレーブス情報番組
- JAおやまる ぐりーんたいむ（水曜日 14時～14時29分）[20]
- Fellows Jazz Channel（第1水曜日 15時～15時55分）[21]
- 商工会議所マル得ラジオ（水曜日 19時～19時55分）[22]※小山商工会議所情報番組
- Social Worker’s Radio～ふくしにまつわるエトセトラ～（第2水曜日 20時～20時29分）[23]
- キラッチラジオ（第4水曜日 20時～21時）[24]※イーグルプロレス所属のプロレスラーのラジオ番組
- ラジオで語る昭和の時代～昭和ソングとともに～（第2・4木曜日 14時～14時55分）[25]
- 結城のラジオ～You！聴いてる？～（第4木曜日 15時～15時55分）[26]※結城市情報番組
- 栃木シティ おーラジチャンネル（第2・第4木曜日 18時～18時55分）[27]※栃木シティFC情報番組
- えぴおん★くる～ず！（第2・第4金曜日 15時～15時29分）[28]※TBC学院 小山校 エンターテインメント学科の生徒のラジオ番組。
- ふぅにゃ＆むむにゃのおやまふしぎはっけん！（第2金曜日 20時～21時）[29]
- 開運戦士ブレイバーンのキミも一緒にブレイブオン！（第2・第3・第4土曜日 20時～21時）[30]※開運戦士ブレイバーンを語るトーク番組。
- ☆こども劇団NIJI-IRO☆のおしゃべりTime♪（第1日曜日 10時～11時）[31]※こども劇団NIJI-IROの子供達が担当するラジオ番組。

### 防災ラジオ
緊急割込放送を受信出来る防災ラジオ（緊急告知FMラジオ）を販売している。おーラジを含むFM放送、AM放送各3局を受信できる。
小山市在住で75歳以上のみの世帯には購入補助制度がある。小山市は毎月1日・11日・21日 10:00、第4水曜日14:00に試験放送をする。